# 内環状線 (郡山市)

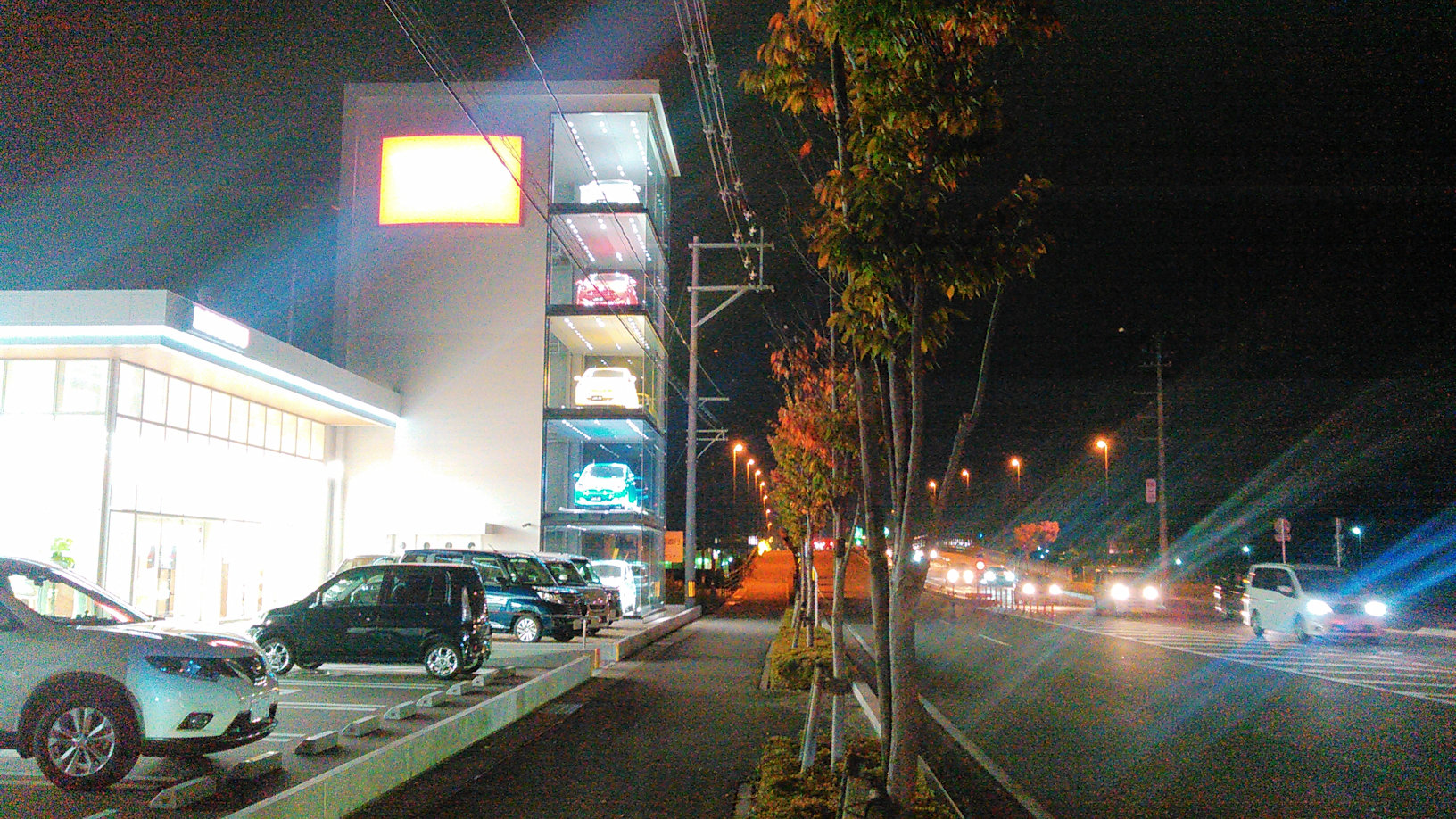
磐越西線陸橋付近

内環状線（うちかんじょうせん）は、郡山市安積町荒井のあさか野バイパスとの交差点から市役所付近の市街地を経て市街地をほぼ一周し、郡山市昭和の東部幹線との交差点までを結ぶ計画の道路である。
現在、国道288号富久山バイパス接続予定地点から国道288号と交差して福島県道65号小野郡山線に至る区間が未開通である。

## 概要
郡山市は、JR郡山駅前付近から郡山市役所付近にかけて市街地が東西に広がっている。このため、市街地を東西に結ぶ道路としては、うねめ通り、さくら通り、文化通り、静御前通りが作られたが、これらを結んで南北に通る道路が少なく、特に1990年代のあさか野バイパス全通までは、市街地付近の国道4号（現・昭和通り）は慢性的な渋滞に悩まされていた。
そこで、市街地への自動車の流入を防ぐ環状道路として、内環状線の原型となる道路が1933年（昭和8年）に都市計画決定された。その後の修正等を経て、現在の計画では全長は14.5kmで全線、片側2車線。
その後、東北自動車道に郡山南インターチェンジが設けられることになり、市街地からのアクセス道路としての役割も考慮された。
1990年代までに安積町付近の郡山南インター線から市街地北西の富田町までと、市街地北方の富久山町部分が開通し、その間の未開通部分は、土地区画整理事業と合わせて工事が進められていた。
2000年代初期には、福島県道65号小野郡山線から終点となる東部幹線との合流点までが開通、2008年（平成20年）10月7日には、福島県道296号荒井郡山線とJR磐越西線を跨ぐ陸橋が開通した。2010年（平成22年）12月21日には、左記の陸橋から郡山インター線までの区間が開通した。その後は市内横塚地区で工事が進められている。
2010年（平成22年）2月には、国道288号富久山バイパスの富久山大橋開通により磐越自動車道郡山東インターチェンジへのアクセスにも利用できるようになった。
概ね10年以内に開通させるべき道路として位置づけられているが、土地の買収交渉の難航等から開通が大幅に遅れており、市街地東方の未開通部分は、開通のメドはたっていない。2019年（令和元年）には都市計画決定から86年経っても完成しない道路として、日本経済新聞で取り上げられた。安積町荒井字大池下（国道4号交点）から八山田5丁目（国道288号オーバーパス部）にかけてが郡山市道1-30号荒井八山田線、八山田5丁目から未供用区間を挟み昭和2丁目（東部幹線交点）までが郡山市道1-53号昭和二丁目八山田線に指定されている。
1981年（昭和56年）に郡山商工会議所が、郡山総合体育館前の当道路に「すずかけ通り」の愛称をつけた。

## 道路施設
- 南川橋
  - 全長：47.0m
  - 幅員：23.5m
  - 竣工：1984年[5]
  - 形式：単径間鋼桁橋[6]

久留米2丁目から大槻町字牛道に跨り、一級水系阿武隈川水系南川を渡る。
- 富田橋
  - 全長：44.6m
  - 幅員：23.5m
  - 竣工：1986年[5]
  - 形式：2径間PC桁橋[6]

並木2丁目から備前舘2丁目に跨り、一級水系阿武隈川水系逢瀬川を渡る。
- 富田東大橋
  - 全長：124.9m
  - 幅員：25.0m
  - 竣工：2008年[5]

富田東2丁目から4丁目に跨り、JR磐越西線とそれに並行する福島県道296号荒井郡山線を渡る。
- 末広跨道橋
  - 全長：28.8m
  - 幅員：20.0m
  - 竣工：1991年[5]

八山田5丁目から富久山町八山田字向作に跨り、国道288号本線（旧国道4号）を渡る。

## 地理

### 交差する道路
- 福島県道47号郡山長沼線（郡山南インター線郡山南IC方面）・国道4号あさか野バイパス（安積町荒井字大池）
- 郡山南インター線田村町方面（安積荒井1丁目）
- 国道49号（字菜根屋敷・菜根屋敷交差点）
- 静御前通り（旧郡女通り）（菜根5丁目）
- 文化通り（鶴見坦1丁目）
- 福島県道6号郡山湖南線（はやま通り）（開成2丁目・開成2丁目交差点）
- 福島県道142号河内郡山線（さくら通り）（開成1丁目）
- うねめ通り（旧軍用道路）（並木1丁目・並木一丁目交差点）
- 郡山インター線（備前舘1丁目）
  - 国道49号を通して東北自動車道郡山インターチェンジに接続
- 福島県道296号荒井郡山線（富田東1丁目）
  - 磐越西線跨線橋で交差し、直接の接続はしていない
- 国道288号現道（八山田5丁目・末広跨道橋）
- 福島県道355号須賀川二本松線（富久山町福原字福原）
- 国道288号富久山バイパス（富久山町福原字福原）
  - 福島県道73号二本松金屋線と交差し、郡山東バイパスを通して磐越自動車道郡山東インターチェンジに接続
  - 三春西バイパスを通して国道288号三春方面に接続
- 国道288号（三春方面）（予定）
- 福島県道57号郡山大越線（予定）
- 美術館通り（予定）
- 福島県道65号小野郡山線（芳賀2丁目）
- 東部幹線（昭和2丁目）

### 沿道
- 南川渓谷
- 五百淵公園
- こおりやま文学の森資料館
- 開成山公園
- 郡山総合体育館
- せせらぎこみち
- JA全農福島県本部 愛情館（農産物直売所）
- 西部プラザ
- 逢瀬川
- 郡山富田駅
- 阿武隈川

## その他
街路樹としてプラタナス（スズカケノキ）が植えられている。
全通しても内環状線だけで市内を一周することはできないが、昭和から東部幹線に入り、安積町笹川のケーヨーデイツー前から南インター線に入ると市街地を一周できることになる。